# Kamran Ağayev
Kamran Ədilxan oğlu Ağayev (ur. 9 lutego 1986 w Dəvəçi) – azerski piłkarz grający na pozycji bramkarza w azerskim klubie Keşlə. W reprezentacji Azerbejdżanu zadebiutował w 2008.